# (35960) 1999 LB7
1999 LB7 (asteroide 35960) é um asteroide da cintura principal. Possui uma excentricidade de 0.16275070 e uma inclinação de 15.20612º.
Este asteroide foi descoberto no dia 9 de junho de 1999 por Spacewatch em Kitt Peak.